# Peninsula Calcidică
Peninsula Calcidică sau Calchidia sau Halkidiki (în greacă Χαλκιδική pronunție în greacă modernă [xalciðiˈci]) este o peninsulă și o unitate regională a Greciei, ce face parte din regiunea Macedonia Centrală aflată în nordul Greciei. Regiunea autonomă Muntele Athos constituie extremitatea estică a peninsulei, dar nu face parte din unitatea regională Halkidiki. Capitala unității regionale este orașul Polygyros, situat în centrul peninsulei.
Peninsula Calcidică este în prezent o populară destinație turistică de vară.
Aristotel s-a născut aici în anul 384 î.Hr.

## Geografie

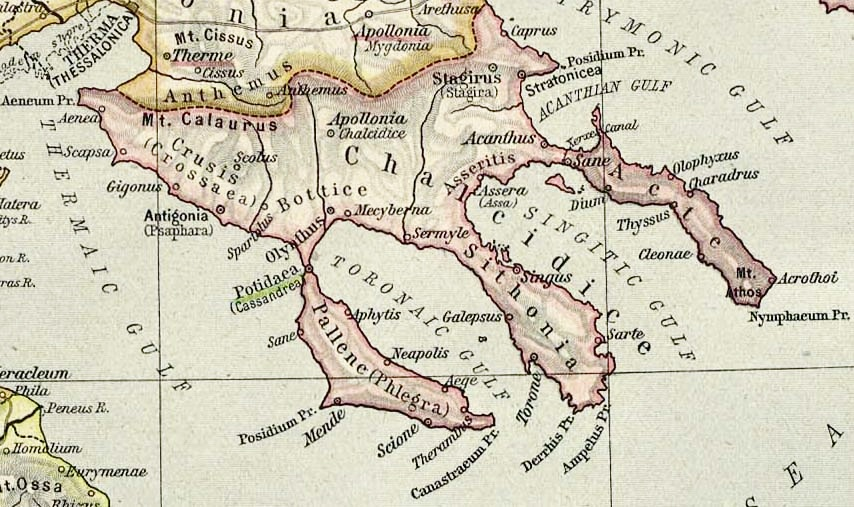
Harta Calchidiei antice

Munții Cholomontas se află în partea central-nordică a peninsulei. Calchidia este formată dintr-o mare peninsulă situată în nord-vestul Mării Egee, care seamănă cu o mână cu trei „degete” (deși aceste peninsule sunt adesea menționate în limba greacă ca „picioare”) - Pallene (acum Kassandra), Sithonia și Agion Oros (anterior Acte), unde se află Muntele Athos și mănăstirile sale. Unitatea regională Halkidiki este mărginită la nord de prefectura Salonic.
Orașele cele mai mari ale peninsulei sunt Nea Moudania (Νέα Μουδανιά), Nea Kallikrateia (Νέα Καλλικράτεια) și capitala Polygyros (Πολύγυρος).
Există mai multe stațiuni de vară pe plajele tuturor celor trei degete unde sunt situate mici orașe și sate precum Yerakini (Plaja Gerakina), Neos Marmaras (Porto Carras), Ouranoupolis, Nikiti, Psakoudia, Kallithea (Pallene/Pallini, Athos), Sani Resort și altele.

## Nume
Peninsula Calcidică (/kælˈkɪdɨki/ sau /kælˈsɪdɨsi/), Calchidia sau Halkidiki este numele dat acestei peninsule de un grup de persoane originar din această regiune, calchidienii (în greacă Χαλκιδείς), încă din cele mai vechi timpuri.

## Istoric

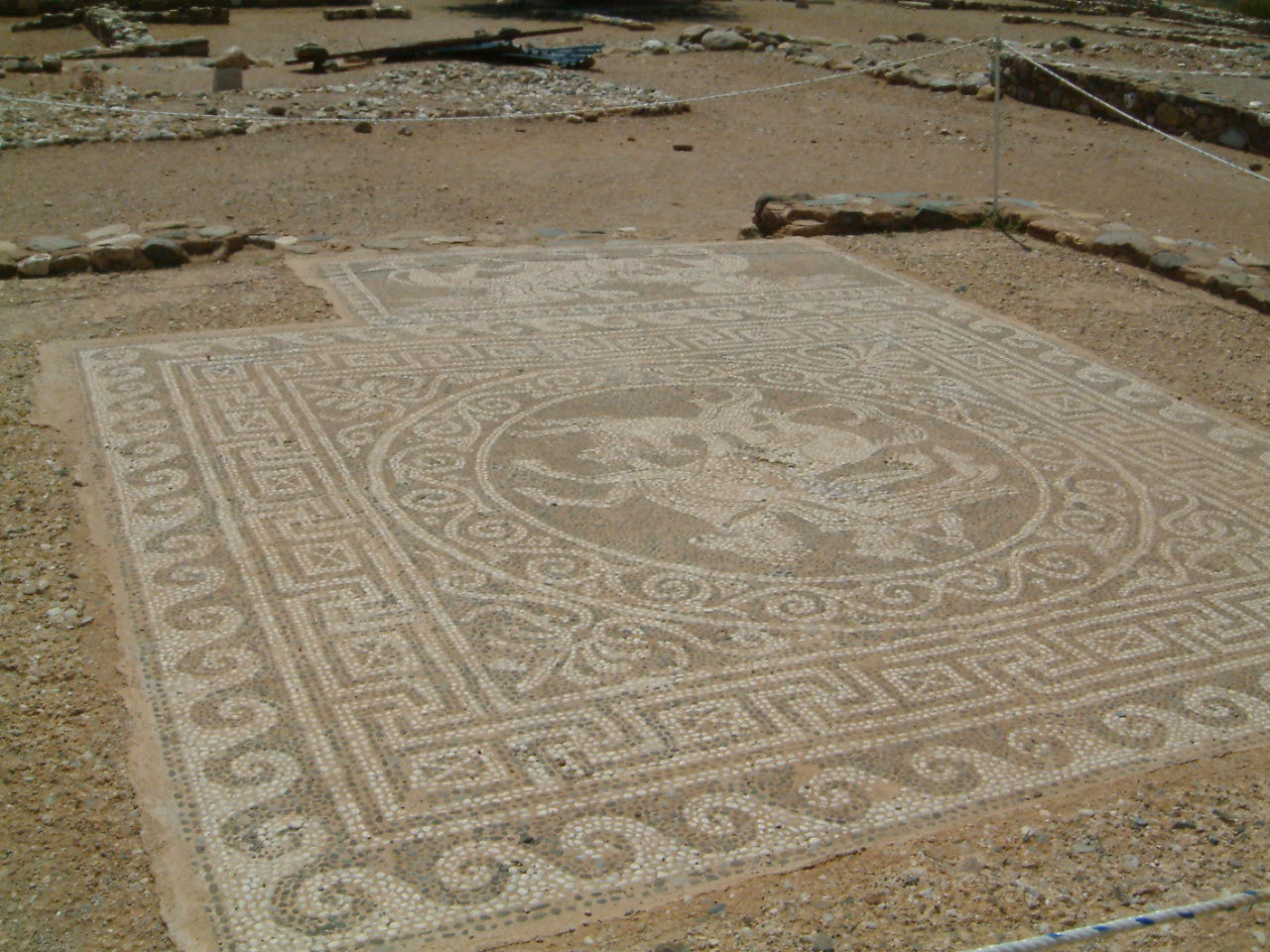
Mozaic din anticul Olynthus

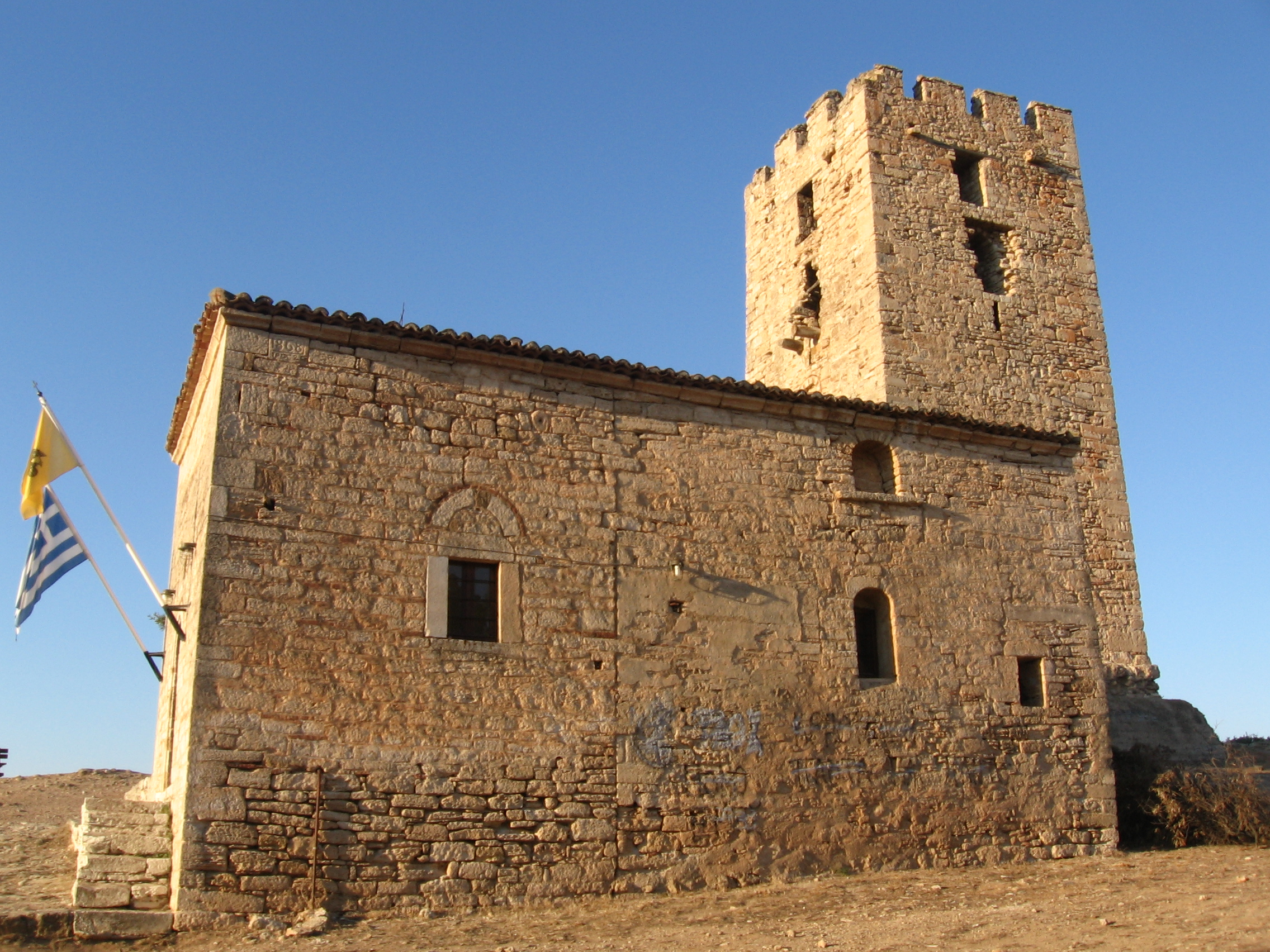
Turnul bizantin, Nea Fokea

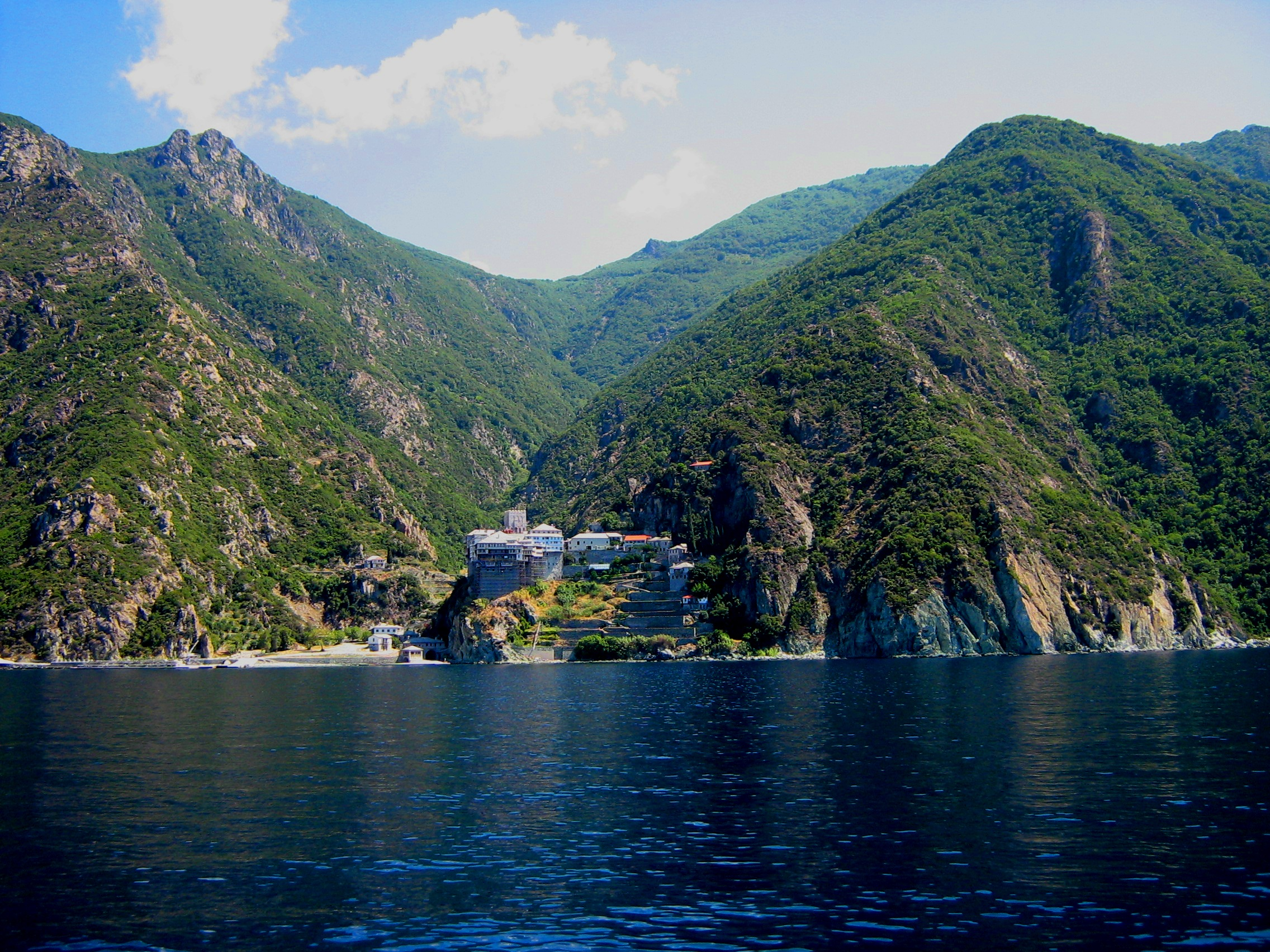
Mănăstirea Dionisiou din Muntele Athos, un loc din Patrimoniul Mondial UNESCO

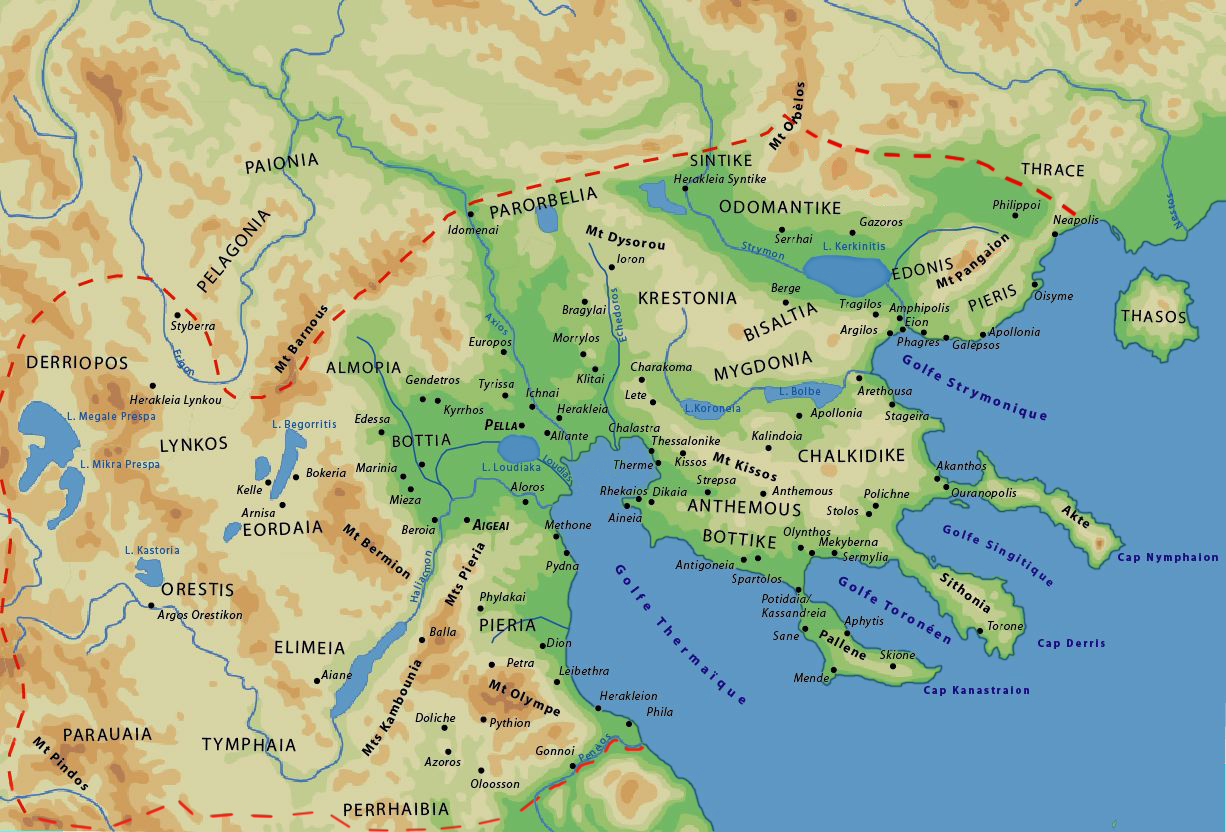
Harta Regatul Macedoniei în care Halkidiki este prezentat printre alte districte ale regatului.

Primii coloniștii greci în această zonă au venit din Chalcis și Eretria, orașe din Eubeea, prin secolul al VIII-lea î.Hr. și au fondat orașe precum Mende, Toroni și Scione. Un al doilea val a venit din Andros în secolul 6 î.Hr. și a fondat orașe precum Akanthos. Orașul antic Stagira a fost locul de naștere al marelui filosof Aristotel. Halkidiki a fost un important teatru de război în timpul Războiului Peloponesiac între Atena și Sparta. Mai târziu, coloniile grecești din peninsulă au fost cucerite de Filip al II-lea al Macedoniei și Halkidiki a devenit parte a Macedoniei (vechiul regat). După sfârșitul războaielor între macedoneni și romani, regiunea a devenit parte a Imperiului Roman, împreună cu restul Greciei. La sfârșitul Republicii Romane (în 43 î.Hr.) a fost fondată o colonie romană la Cassandreia, care a fost relocată mai târziu (în 30 î.Hr.) de către Augustus.
În secolele următoare, Halkidiki a făcut parte din Imperiul Bizantin (Imperiul Roman de Răsărit). Printr-o bulă de aur a împăratului Vasile I, dată în anul 885, Sfântul Munte (Muntele Athos) a fost proclamat un loc al călugărilor și nu s-a permis stabilirea acolo a persoanelor laice, agricultorilor sau crescătorilor de vite. Cu sprijinul împăratului Nicefor al II-lea Focas, a fost fondată curând Mănăstirea Marea Lavră. Astăzi, peste 2.000 de călugări din Grecia și din alte țări ortodoxe ca România, Moldova, Georgia, Bulgaria, Serbia și Rusia duc o viață ascetică în Muntele Athos, izolați de restul lumii. Athos, cu mănăstirile sale, a fost încă de atunci o regiune cu auto-guvernare.
După o scurtă perioadă de dominație a Regatului Latin al Tesalonicului, zona a devenit din nou bizantină până la cucerirea de către otomani în anul 1430. În timpul perioadei otomane, peninsula a fost un centru important pentru exploatarea aurului. În 1821 a început Războiul de Independență al Greciei, iar grecii din Halkidiki s-au revoltat sub comanda lui Emmanouel Pappas, un membru al Filiki Eteria, și al altor luptători locale. Revolta a progresat încet și nesistematic. Insurecția a fost limitată la peninsula Muntelui Athos și la Kassandra. Unul dintre obiectivele principale a fost împiedicarea trecerii armatei otomane ce venea de la Istanbul, până ce revoluția organizată în partea de sud (în principal din Peloponez) devenea stabilă. În cele din urmă, revolta a fost înăbușită prin victoria otomană decisivă de la Kassandra. Supraviețuitorii, printre care și Papas, au fost salvați de flota psariană, care i-a dus, în principal în Skiathos, Skopelos și Skyros. Otomanii au trecut la represalii și multe sate au fost incendiate.
În cele din urmă, peninsula a fost încorporată Regatului Greciei în 1912 după Războaiele Balcanice. În iunie 2003, la stațiunea de vacanță Porto Carras din Neos Marmaras, Sithonia, conducătorii statelor membre ale Uniunii Europene au prezentat primul proiect de Constituție Europeană (vezi Istoria Constituției Europene pentru evoluția de la acest punct).

### Vechi locuri

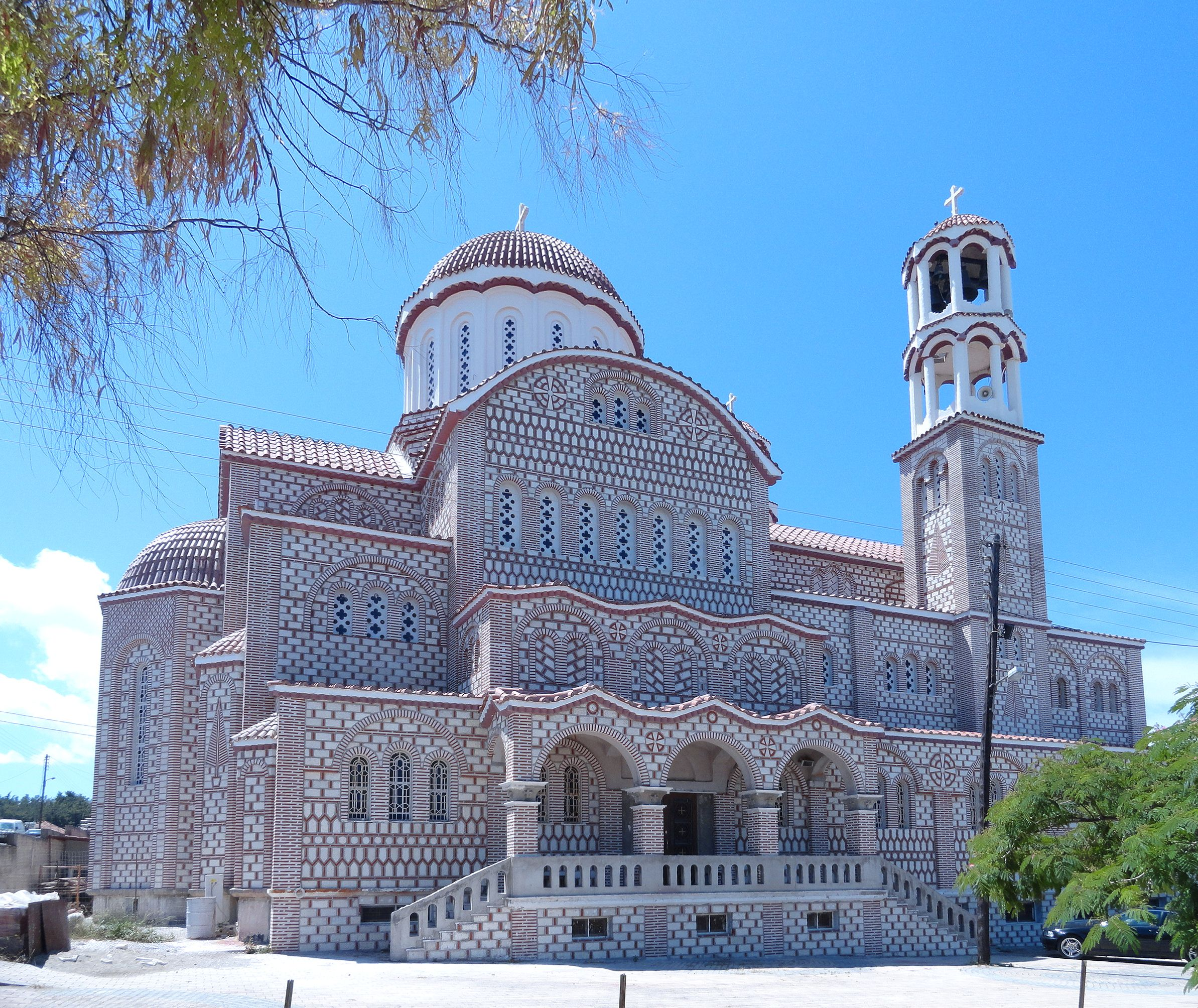
Biserica Sfântul Gheorghe din Nea Potidea

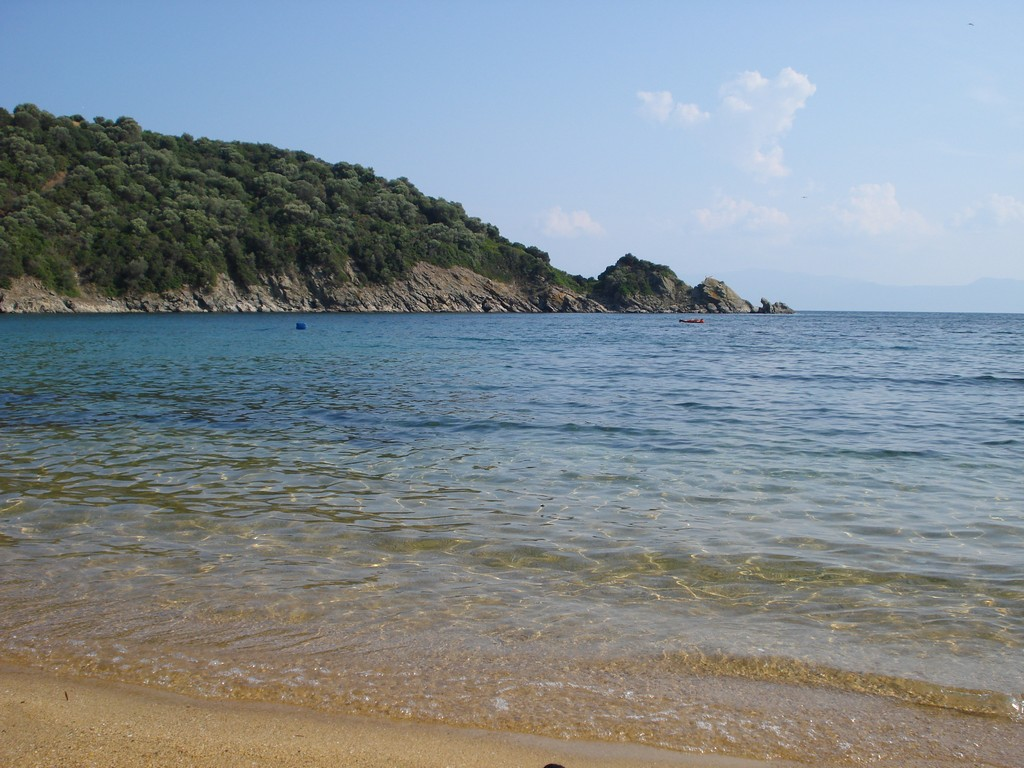
Vedere a insulei Ammouliani

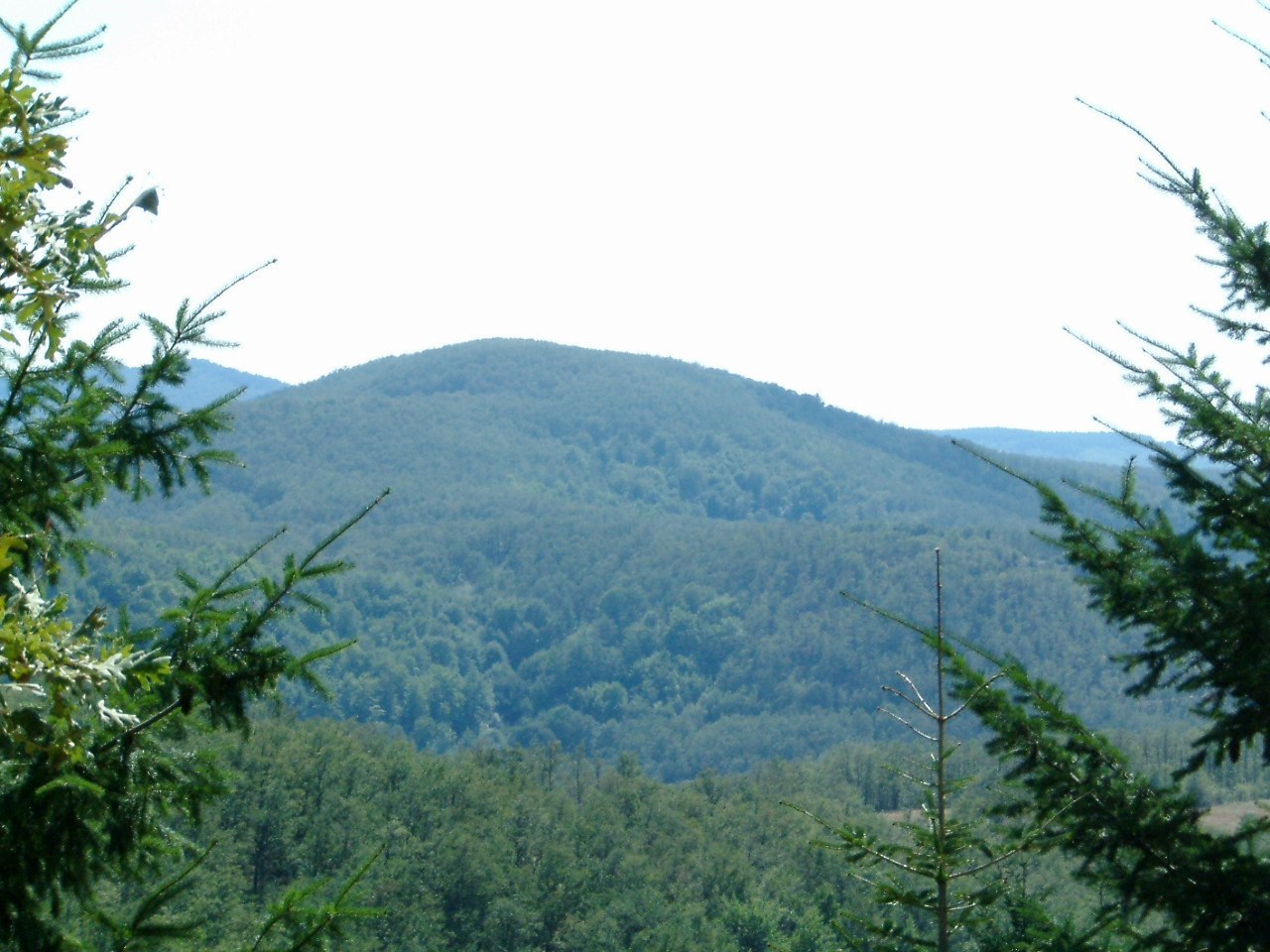
Munții Cholomontas

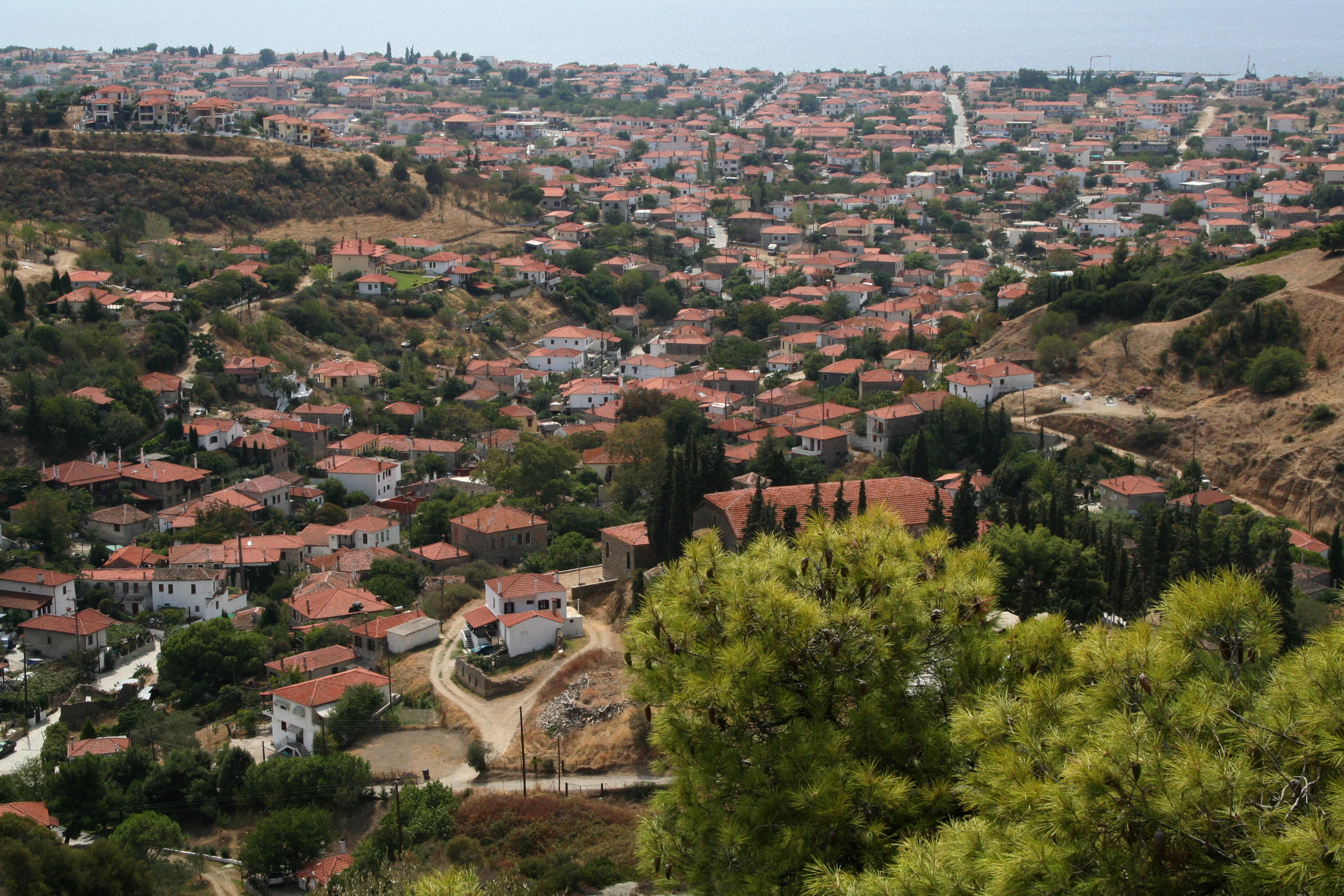
Satul Nikiti

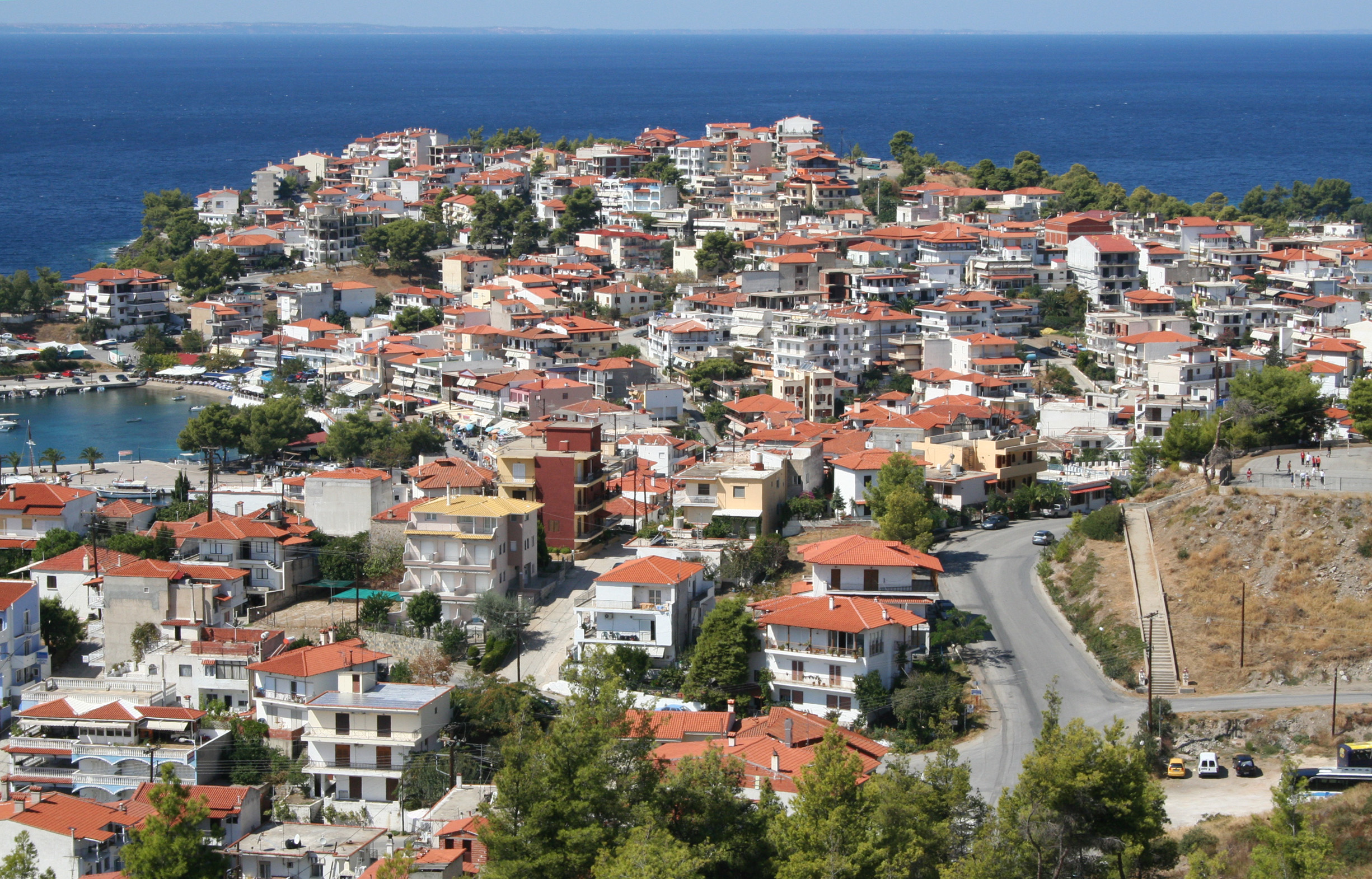
Neos Marmaras

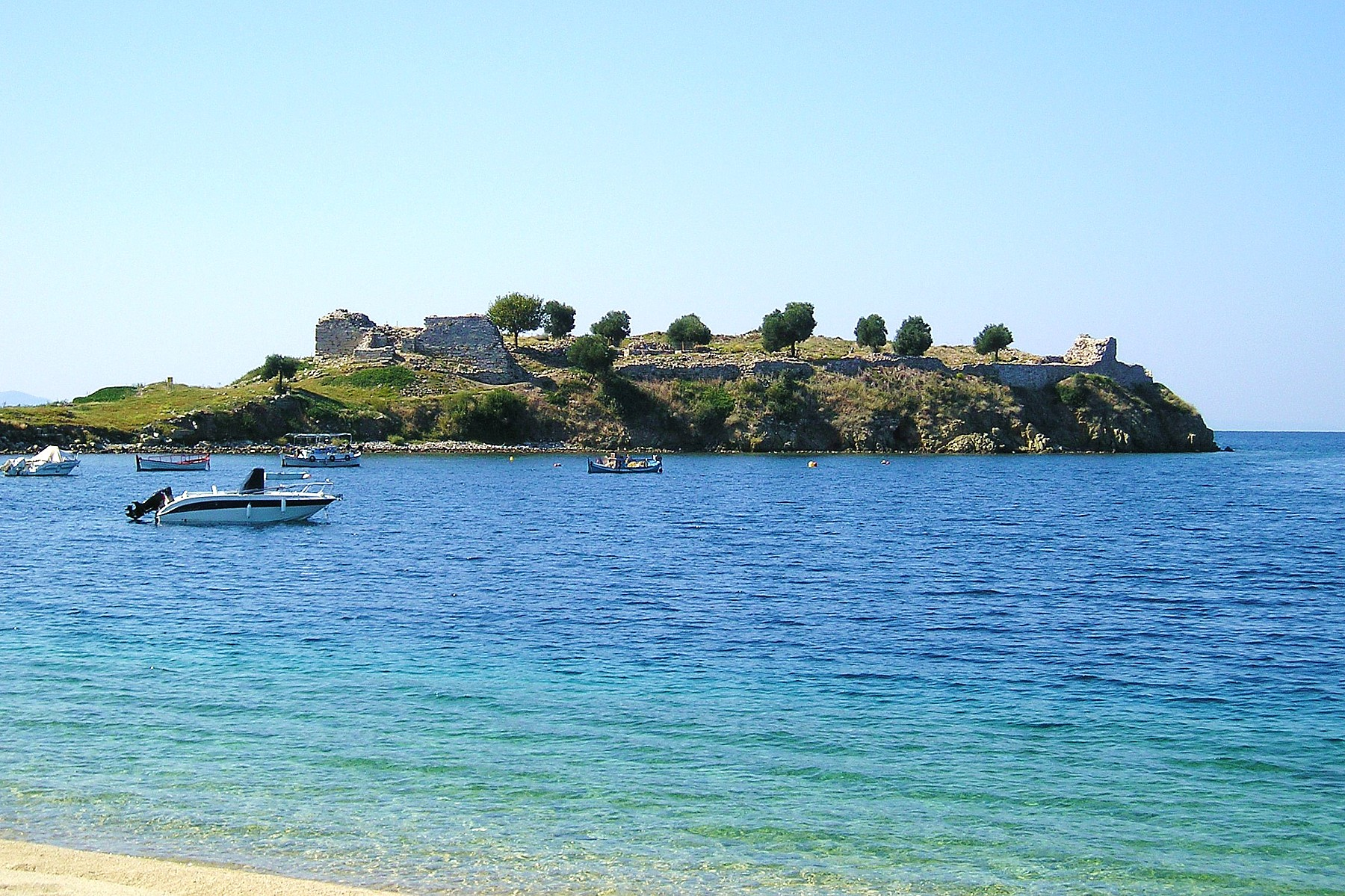
Plaja din Toroni

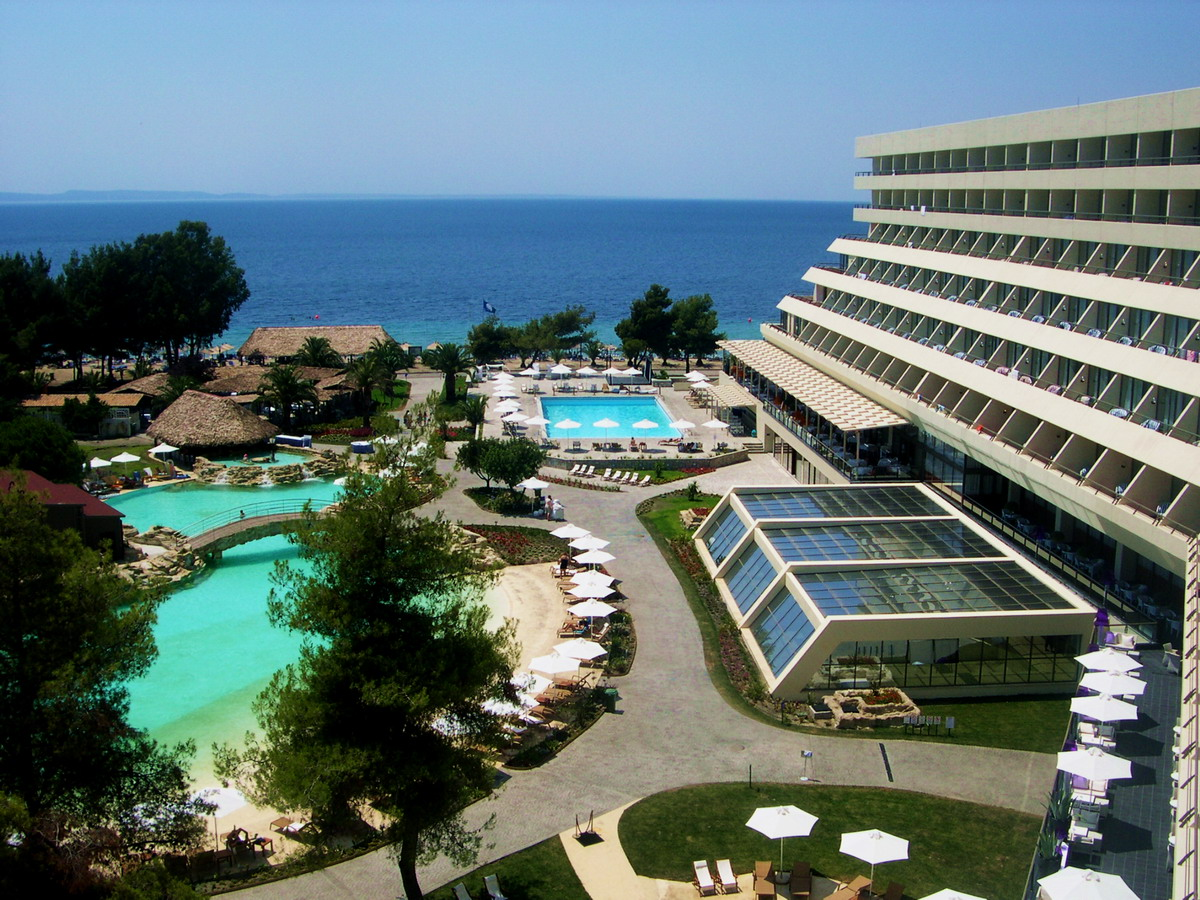
Vedere exterioară a Hotelului Porto Carras din Sithonia

- Acanthus
- Acrothoi
- Aege
- Alapta
- Aphytis
- Apollonia (Halkidiki)
- Charadrus
- Cleonae (Halkidiki)
- Galepsus
- Mekyberna
- Mende
- Neapolis, Halkidiki
- Olophyxus
- Olynthus
- Castelul Palaiochori "Neposi"
- Polichne
- Potidaea
- Scione
- Scolus
- Sermylia
- Stageira
- Spartolus
- Thyssus
- Torone
- Canalul lui Xerxes

## Economie

### Agricultură
Peninsula este cunoscută pentru producția de măsline și de ulei de măsline. De asemenea, sunt produse diferite soiuri de vin.

### Turism
Halkidiki a fost o populară destinație turistică de vară încă de la sfârșitul anilor 1950, atunci când locuitorii din zona orașului Salonic au început să-și petreacă vacanța de vară în satele de pe coastă. Turiștii închiriau la început camere în casele localnicilor. Prin anii 1960 au început să viziteze Halkidiki în mod frecvent și turiști din Austria și Germania. Odată cu marele mare boom turistic din anii 1970, întreaga regiune a devenit o destinație turistică. În regiune există un teren de golf și există un plan pentru construirea în viitor a altor patru.

### Minerit
Aurul a fost exploatat în regiune în antichitate de către Filip al II-lea al Macedoniei și succesorii săi la conducerea regatului. În anul 2013 exploatarea minieră a aurului și a altor minerale era în curs de desfășurare, fiind acordate o serie de concesiuni companiei Eldorado Gold din Canada. Cu toate acestea, există critici că mineritul ar afecta în mod negativ turismul și mediul natural.

## Administrație
Unitatea regională Halkidiki este împărțită în cinci municipalități. Acestea sunt (numerotate precum în harta din infocasetă):
- Aristotelis (2)
- Kassandra (4)
- Nea Propontida (3)
- Polygyros (1)
- Sithonia (5)

### Prefectura
Ca urmare a reformei administrative Kallikratis din 2011, a fost creată unitatea regională Halkidiki din fosta prefectură Halkidiki (în greacă Νομός Χαλκιδικής). Prefectura avea același teritoriu ca și unitatea regională actuală. În același timp, municipalitățile au fost reorganizate, conform tabelului de mai jos.
| Noua municipalitatea | Vechi municipalități | Reședință           |
| -------------------- | -------------------- | ------------------- |
| Aristotelis          | Arnaia               | Ierissos            |
| Aristotelis          | Panagia              | Ierissos            |
| Aristotelis          | Stagira-Akanthos     | Ierissos            |
| Kassandra            | Kassandra            | Kassandreia se află |
| Kassandra            | Pallini              | Kassandreia se află |
| Nea Propontida       | Kallikratia          | Nea Moudania        |
| Nea Propontida       | Moudania             | Nea Moudania        |
| Nea Propontida       | Triglia              | Nea Moudania        |
| Polygyros            | Polygyros            | Polygyros           |
| Polygyros            | Anthemountas         | Polygyros           |
| Polygyros            | Zervochoria          | Polygyros           |
| Polygyros            | Ormylia              | Polygyros           |
| Sithonia             | Sithonia             | Nikiti              |
| Sithonia             | Toroni               | Nikiti              |

### Provincii
- Provincia Halkidiki – Polygyros
- Provincia Arnaia

Notă: Provinciile nu mai dețin nici un statut juridic în Grecia.

## Televiziune
- TV Halkidiki – Nea Moudania
- Super TV – Nea Moudania

## Transport
- Autostrăzi:
  - A25 (Salonic, Aeroport, Nea Moudania)
- Halkidiki nu are căi ferate sau aeroporturi.
- Un sistem de transport cu autobuzul, KTEL, deservește localitățile principale.

## Locuitori notabili

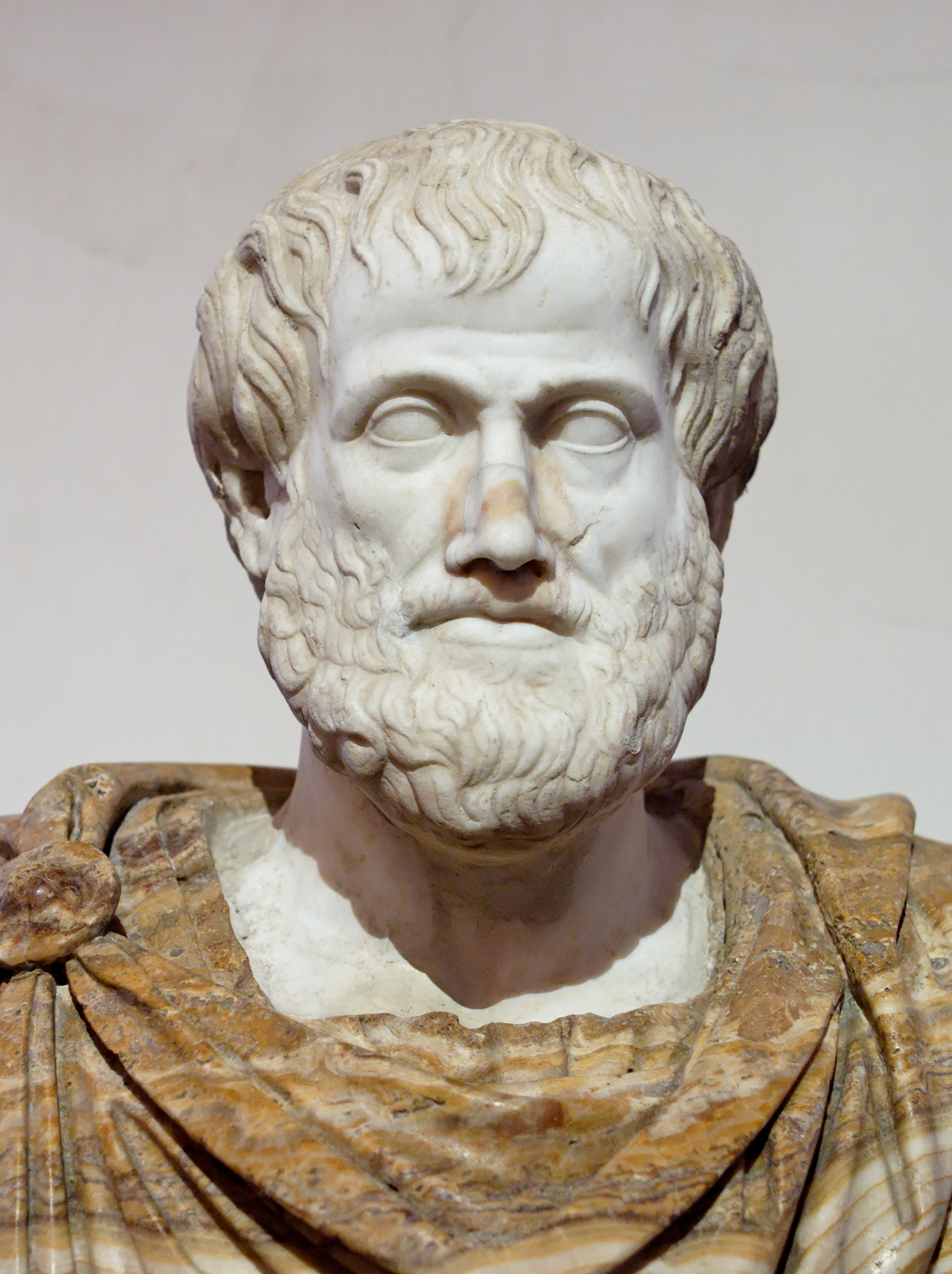
Bustul lui Aristotel din Muzeul Național din Roma.

- Paeonius din Mende (sfârșitul sec. V î.Hr.), sculptor
- Philippos din Mende, elev al lui Platon, astronom
- Nicomachus, tatăl lui Aristotel
- Aristobulus din Cassandreia (375-301 î.Hr.), istoric, arhitect
- Aristotel (384 î.Hr., Stagira - 322 î.Hr.), filosof
- Andronic din Olynthus (c. 370 î.Hr.), phrourarchus de Tyr, numit de Antigonus
- Callisthenes (360-328 î.Hr.), istoric
- Crates din Olynthus, inginer hidraulic al lui Alexandru cel Mare
- Bubalus din Cassandreia (304 î.Hr.), keles (cal) concurent în cursa din Lykaia[10]
- Poseidippus din Cassandreia (c. 310 – c. 240 î.Hr.), poet comic
- Erginus (fiul lui Simylus) din Cassandreia, cântăreț la țiteră câștigător al concursului din Soteria c. 260 î.Hr.[11]
- Stamatios Kapsas, revoluționar în Războiul de Independență al Greciei (1821-1830)
- Arhiepiscopul Demetrios al Americii
- Xenofon Paionidis (1863-1933), arhitect
- Sokratis Malamas (1957, Sykia), cântăreț
- Stefanos Athanasiadis, fotbalist grec la PAOK Salonic.
- Dimitri Vegas & Like Mike, DJ greci.
- Georgios Samaras, fotbalist (din partea tatălui său, Ioannis Samaras)

## Galerie

Steagul revoluționarilor în Războiul de Independență al Greciei
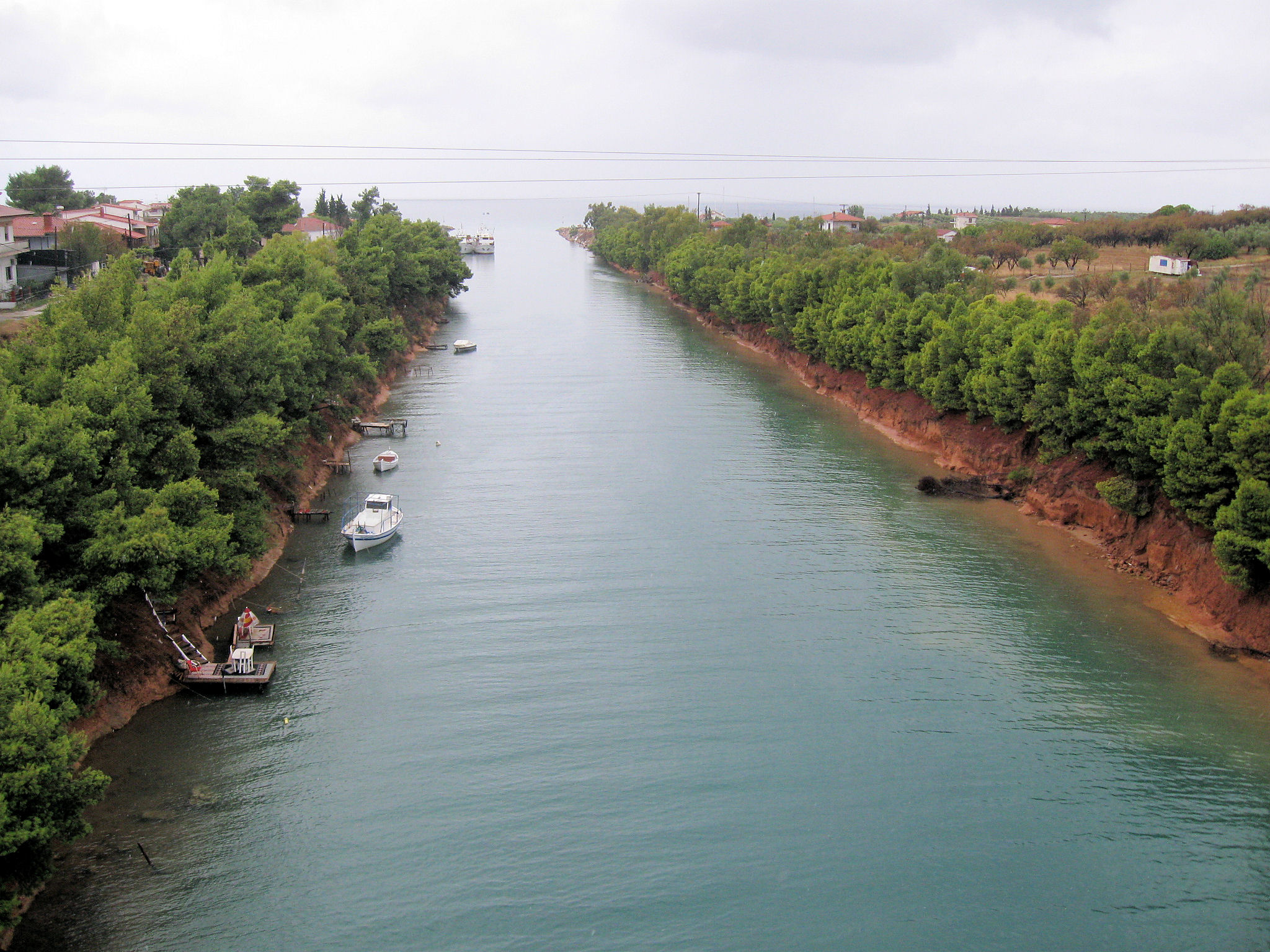
Canalul Potidea
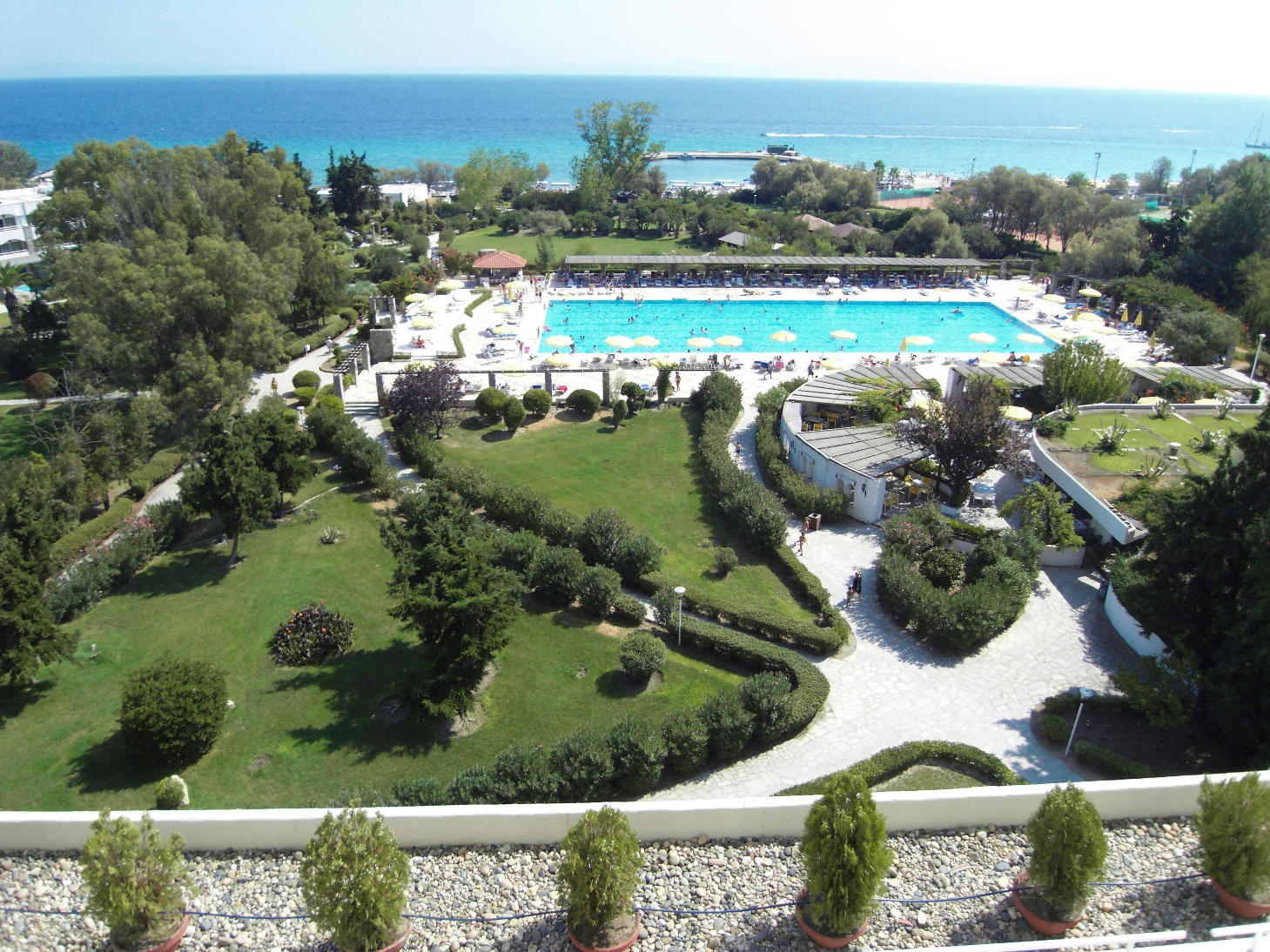
Hotelul Athos
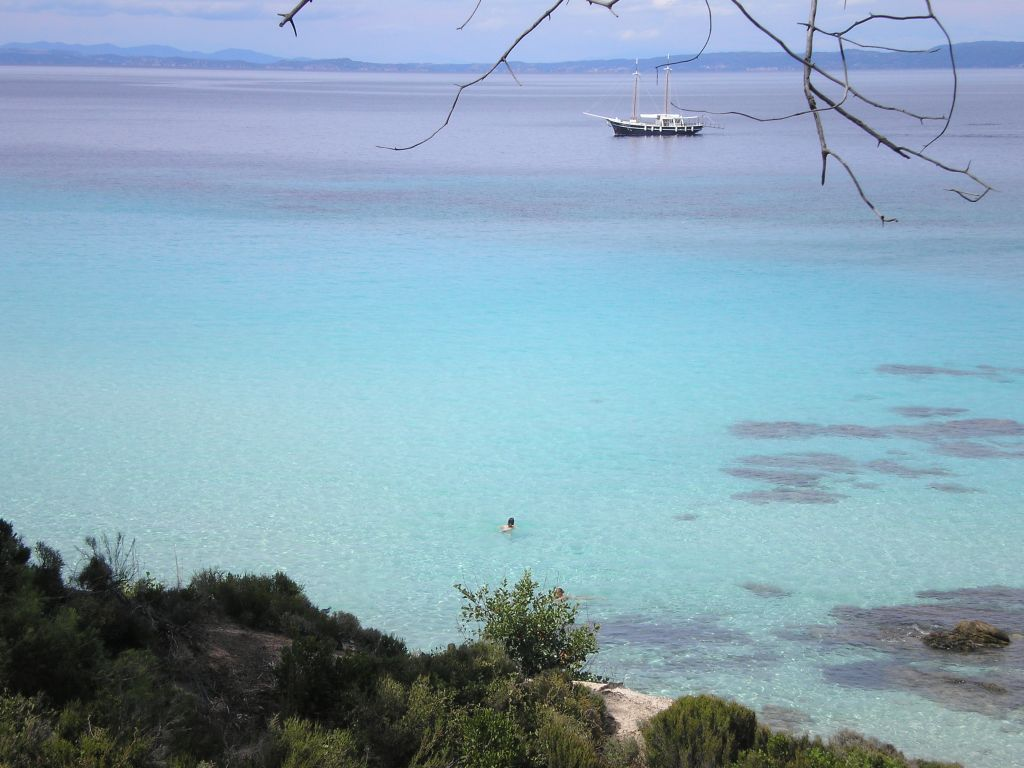
Plaja Karvourotripes
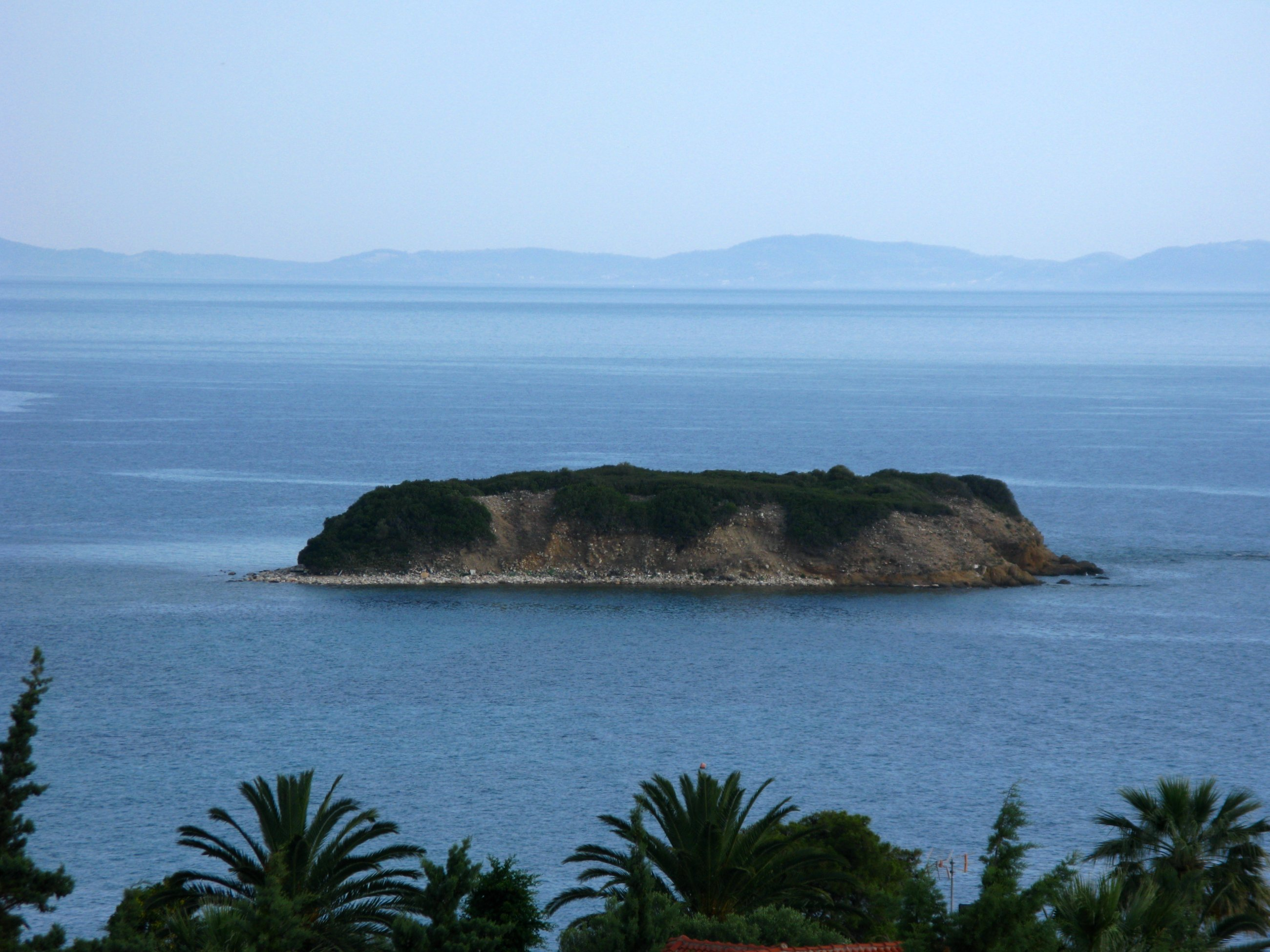
Mică însulă aflată în apropiere de Nikiti
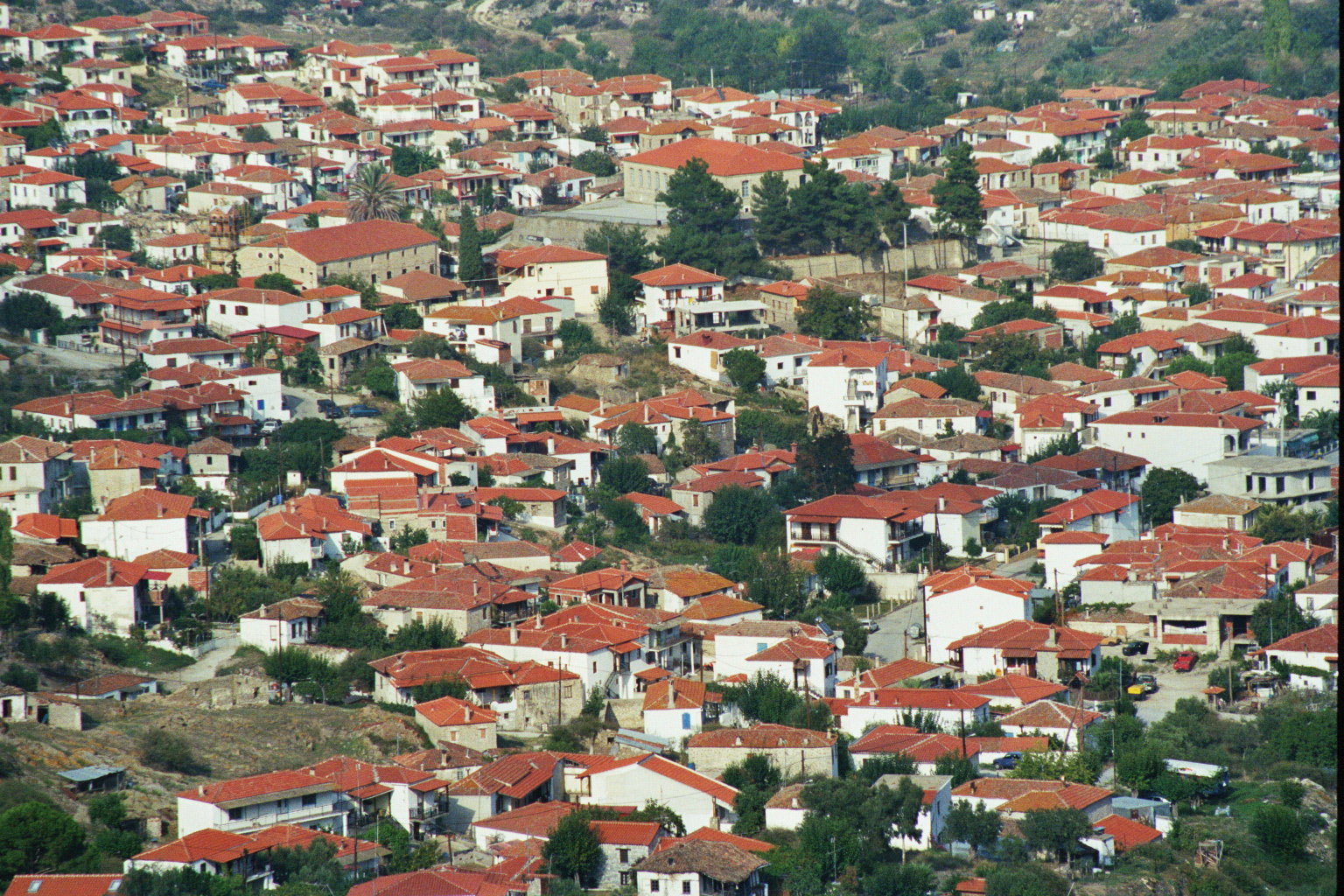
Vedere a localității Sykia
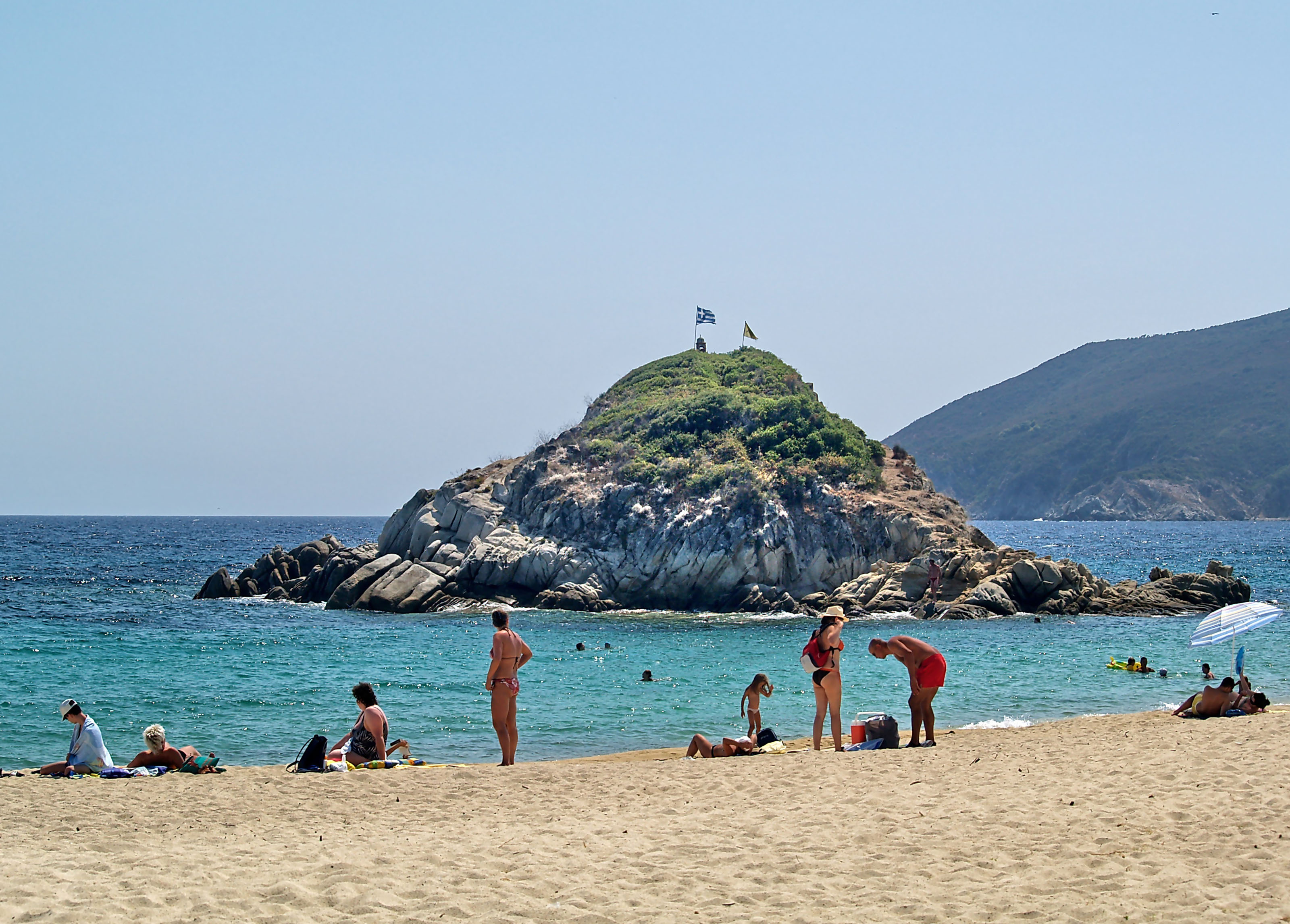
Plajă în Sykia
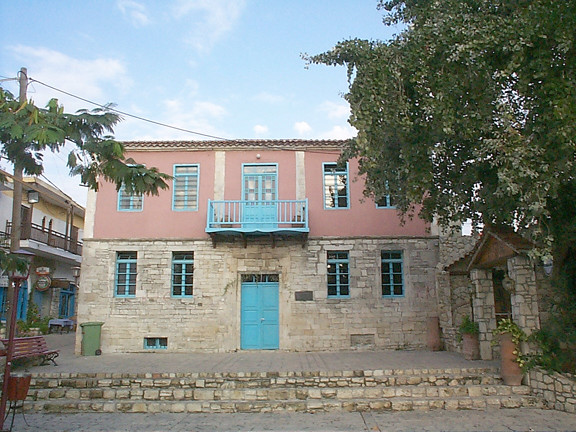
Muzeul de artă populară din Afytos
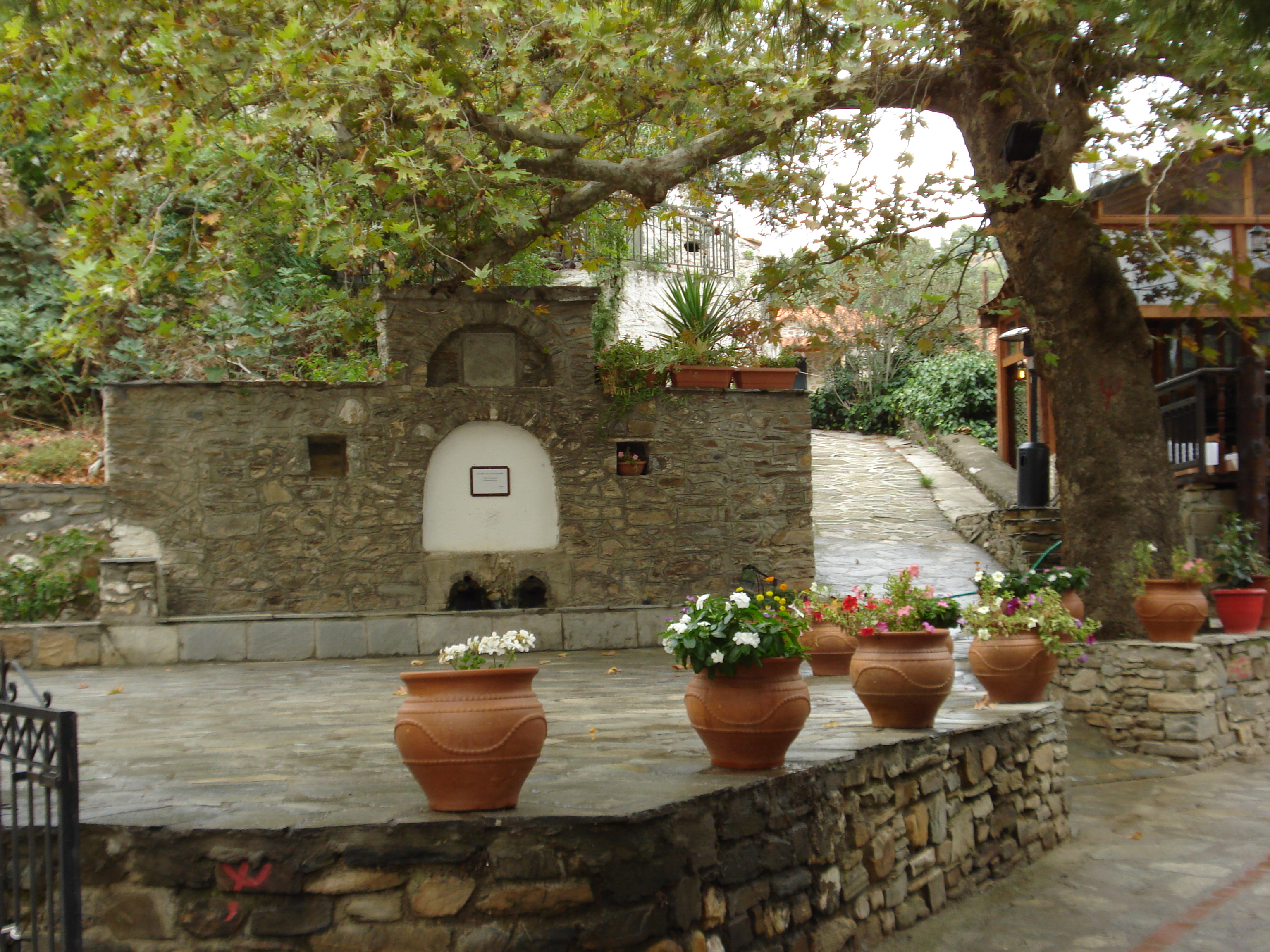
Piață în stil tradițional din Nikiti
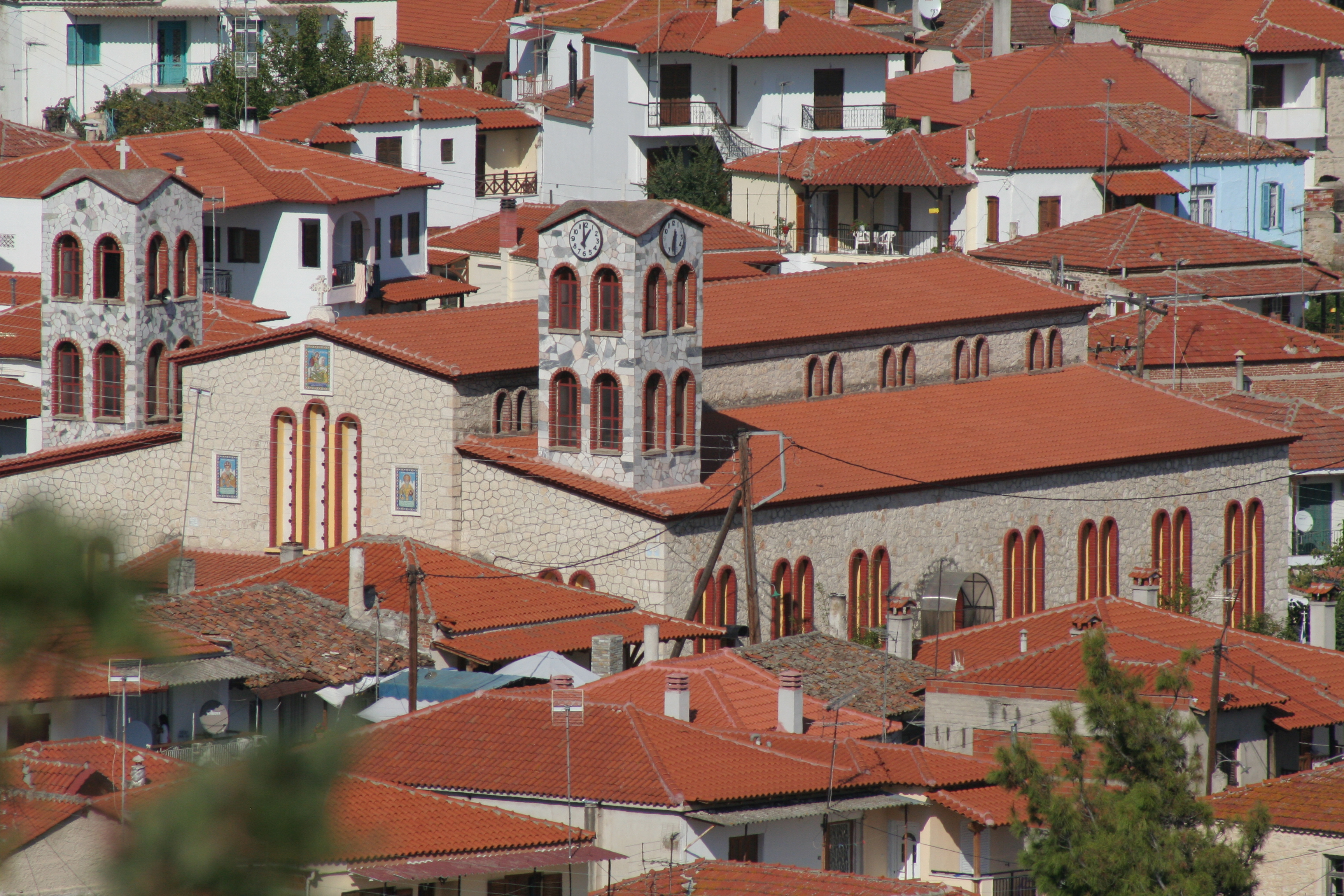
Satul Agios Nikolaos
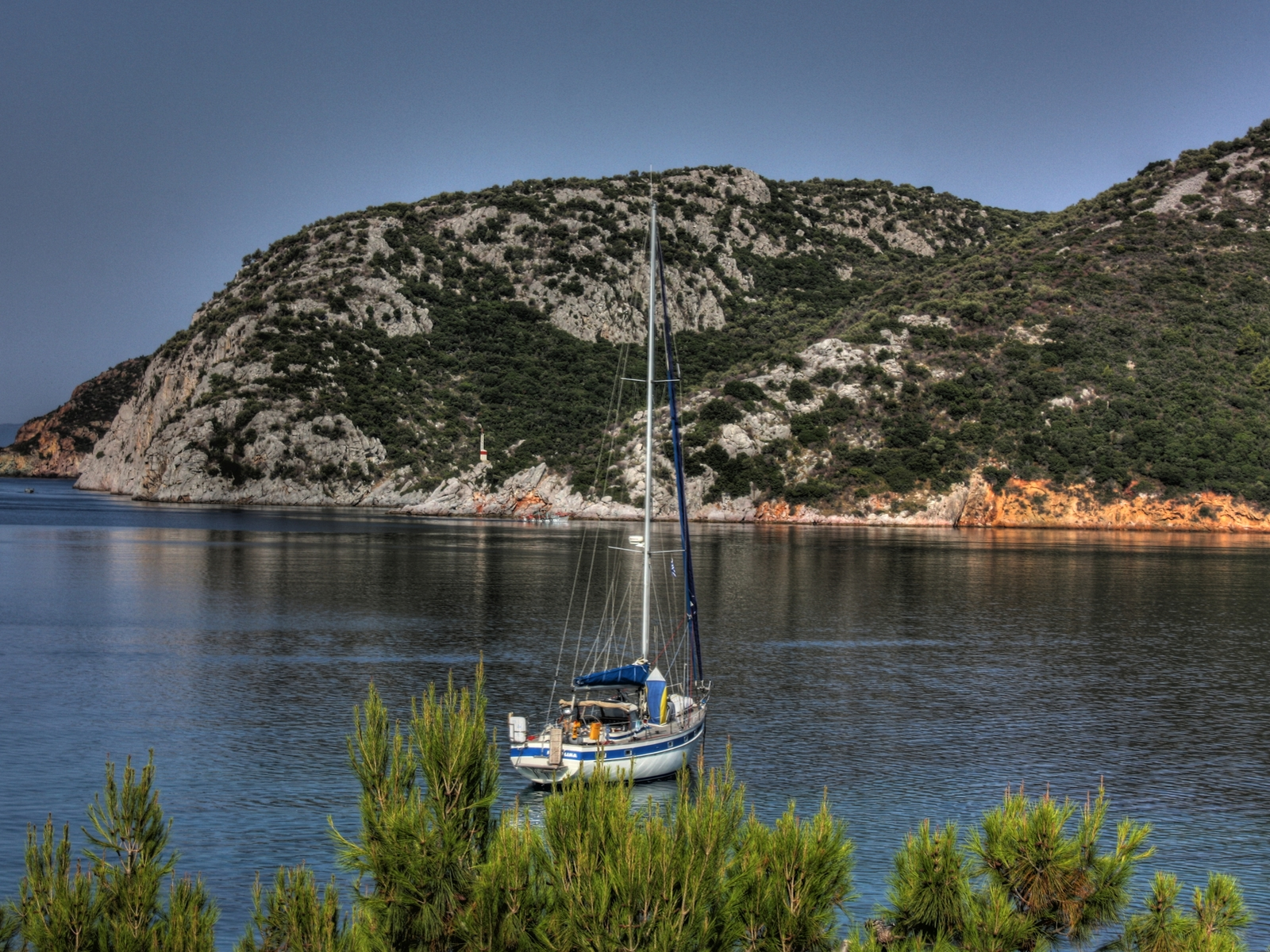
Porto Koufo
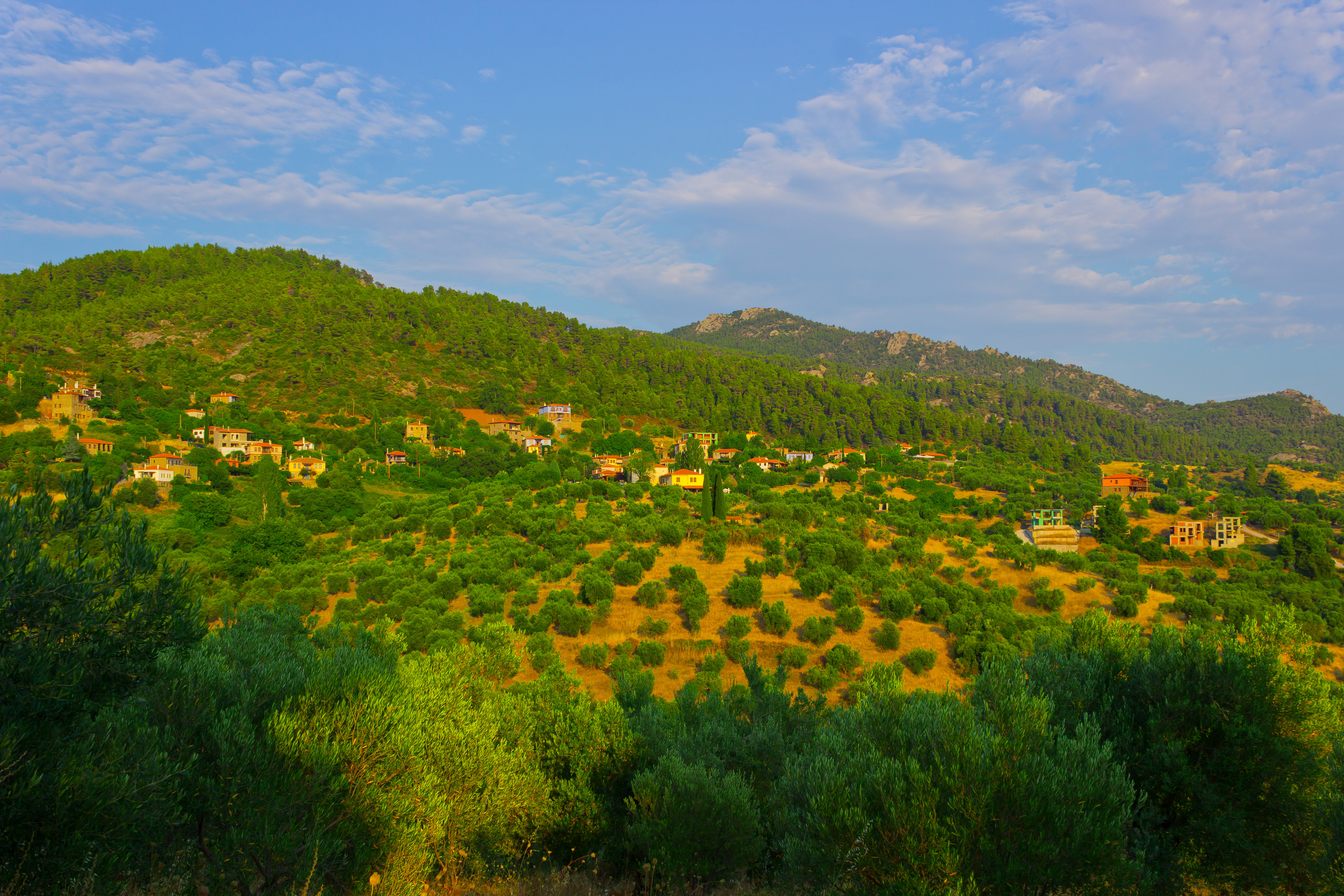
Vedere a satului Parthenonas